# Magdalis caucasica
Magdalis caucasica är en skalbaggsart som beskrevs av Tournier 1872. Magdalis caucasica ingår i släktet Magdalis, och familjen vivlar. Arten har ej påträffats i Sverige.